# Le Chômeur de Clochemerle
Pour plus de détails, voir Fiche technique et Distribution.
Le Chômeur de Clochemerle est un film français réalisé par Jean Boyer et sorti en 1957.

## Résumé
Baptistin Lachaud, dit Tistin, est un marginal qui vit de braconnage et aime lever le coude avec ses copains. Il est naturellement surveillé par le garde-champêtre, mais celui-ci se laisse parfois aller jusqu'à manger avec lui le produit de ses braconnages.
L'idée vient à Tistin d'aller à la mairie officialiser sa situation de chômeur et, grâce à l'appui intéressé du maire, obtient de devenir chômeur indemnisé ! 
Le voilà officiellement payé à ne rien faire en tant qu'unique chômeur de Clochemerle. Sauf que cela n'est pas pour plaire aux habitants du village qui se scandalisent de devoir payer ce paresseux à ne rien faire.
Mais étant un homme habile de ses mains, il va se mettre à rendre de multiples services aux unes et aux autres. Et finalement l'amour viendra couronner ce dévouement.

## Fiche technique
- Titre : Le Chômeur de Clochemerle
- Réalisation : Jean Boyer, assisté de Alain Roux et Francis Caillaud
- Scénario : Gabriel Chevallier d'après son roman Clochemerle Babylone
- Adaptation : Jean Manse, Jean Boyer
- Dialogues : Gabriel Chevallier
- Photographie : Charles Suin
- Opérateur : Marcel Franchi, assisté de Jean Castanier et J. de Saint-Girons
- Montage : Jacqueline Brachet, assistée de Madeleine Lecompère
- Décors : Robert Giordani, assisté de Jean Mandaroux et Jacques d'Ovidio
- Musique : René Sylviano
- Orchestration : Jacques Météhen (éditions Enoch et Cie, éditions Fortin)
- Son : Antoine Archimbaud, assisté de Georges Girard et Henri Richard
- Enregistrement sonore R.C.A Studios Decca
- Tirage : Laboratoires Eclair à Epinay-sur-Seine
- Maquillage : Boris Karabanoff et Mario Jacopozzi
- Coiffures : Éliane Rouvier
- Photographe de plateau : Gaston Thonnart
- Script-girl : Cécilia Malbois
- Régie générale : Louis Manella, assisté de René Brun
- Régie extérieure : Charles Auvergne
- Accessoiriste : Louis Charpeau
- Production : Fidès
- Chef de production : Ernest Rupp
- Directeur de production : Walter Rupp
- Secrétaire de production : Simone Chotel
- Administrateur : Gérard Ducaux-Rupp
- Distribution : Discifilm
- Tournage du 17 juin au 5 août 1957 dans les Bouches-du-Rhône, en grande partie dans le village de Velaux et ses environs, mais aussi à Lançon-Provence devant l'église place Eugène Pelletan, à Coudoux devant l'église, et à Marseille place Félix Barret.
- Pays de production :  France
- Format : Pellicule Gevaert 35 mm, Noir et blanc
- Durée : 92 min
- Genre : Comédie
- Dates de sortie : 
  - France : 18 novembre 1957 à Marseille et le 20 décembre 1957 à Paris
- Visa d'exploitation : 19548

## Distribution
- Fernandel : Baptistin Lachaud, dit « Tistin », chômeur
- Maria Mauban : Jeannette Masurat, une jeune veuve
- Henri Vilbert : M. Piechut, le maire
- Henri Crémieux : M. Larondel, un conseiller d'opposition
- Marcel Perès : Beausoleil, le garde-champêtre
- Mag Avril : Mme Chavaigne
- Georges Chamarat : Patard, le curé
- Sabine André
- Mado France : Une commère
- Henri Arius : Un habitué du café
- Bréols : M. Donjazu
- Béatrice Bretty : Babette, la gouvernante de Tistin
- Lucien Callamand : M. Tafardel, le secrétaire du maire
- Jackie Sardou : Mme Donjazu
- Raymone : Mlle Pauline Coton, une paroissienne
- Ginette Leclerc : Zozotte, la « respectueuse » du pays
- Henri Rellys : Coiffenave, le bedeau

Les suivants ne sont pas crédités au générique : 
- Marthe Marty : Mme Pignaton, une laveuse
- Jim Gérald : M. Poupart, le sonneur de Montfraquin
- Jean-Louis Le Goff
- Henri Bon : le curé de Saint-Firmin
- Viviane Méry
- Michel Sardou[1] : Un gamin sur un manège